# Oggi sposi (film 1934)
Oggi sposi è un film del 1934 diretto da Guido Brignone.

## Trama
Renzo e Lucia, omonimi dei due protagonisti dei Promessi sposi che vivono sul Lago Maggiore, decidono di sposarsi. Ma sbagliano l'orario del traghetto per la stazione e devono a fare tutto di corsa, cerimonia, banchetto e festeggiamenti. Riescono a prendere il treno con lo sconto matrimoniale dell'80%, ma quando arrivano nella Capitale lui si accorge che nella fretta ha dimenticato il denaro. Cerca allora aiuto in un vecchio commilitone, adesso ricco, ma senza riuscire a concludere nulla. Lei intanto deve fronteggiare l'insistente corte di un intraprendente giovanotto. Alla fine lui si ritrova alle Capanelle dove vince in premio un cavallo, mentre lei vuol tornarsene a casa da sola. Le peripezie dei due sposini avranno un lieto fine soltanto dopo un duplice arresto che li farà ritrovare in un commissariato.

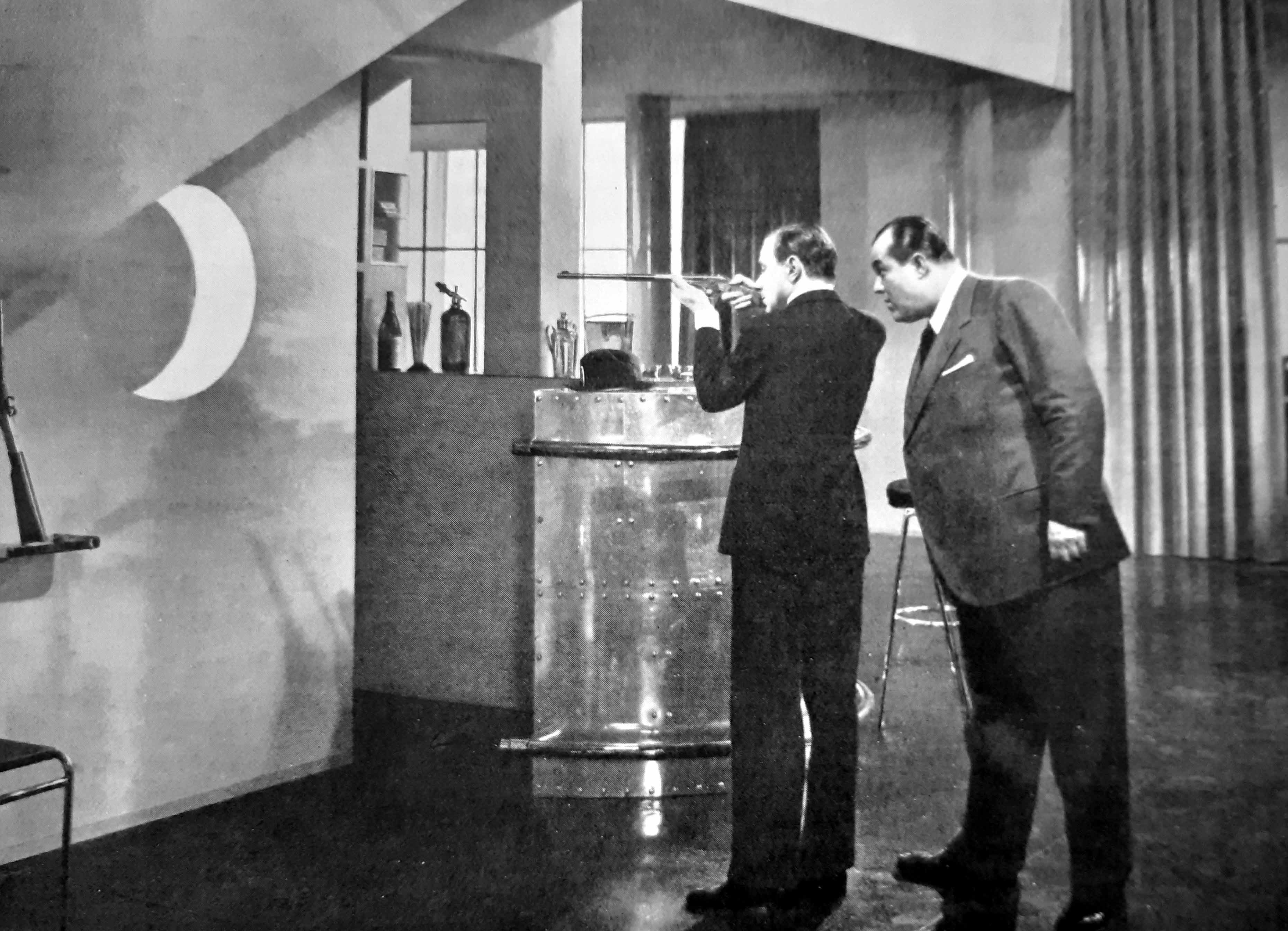
Umberto Melnati ed Ugo Ceseri

## Produzione
Oggi sposi fu realizzato negli stabilimenti romani della "Cines" di via Vejo con una lavorazione iniziata nel settembre 1933 e conclusa alla fine del mese successivo.
Fu prodotto dalla S.A.P.F. (Società Anonima Produzione film), un'azienda nata due anni prima e che sino ad allora s'era affidata unicamente registi di lingua tedesca per delle co-produzioni italo - germaniche; con l'arrivo di Brignone, questo orientamento cambiò e grazie a tale regista arrivò alla vittoria, nello stesso 1934, alla 2ª Mostra di Venezia con la premiazione di Teresa Confalonieri che fu anche la pellicola con cui si concluse l'attività di questa impresa.
Venne annunciato con diversi titoli prima di assumere quello definitivo: dapprima Il cavallino, poi cambiato in viaggio di nozze all'80 per cento, allusione alla prassi di quel tempo di offrire alle coppie che seguivano le indicazioni del regime la possibilità di recarsi a Roma in viaggio di nozze con un rilevante sconto tariffario.
Uscì sugli schermi tra la fine di febbraio ed i primi di marzo 1934 e, come per tutte le pellicole di quegli anni, non ne è noto il risultato commerciale. Tuttavia va ricordato che nel 1935 anche Oggi sposi partecipò alla distribuzione di premi economici erogati dal governo ai fini di una ripresa della cinematografia italiana, pur ottenendo in tale occasione uno dei premi minori, pari a 25.000 lire.

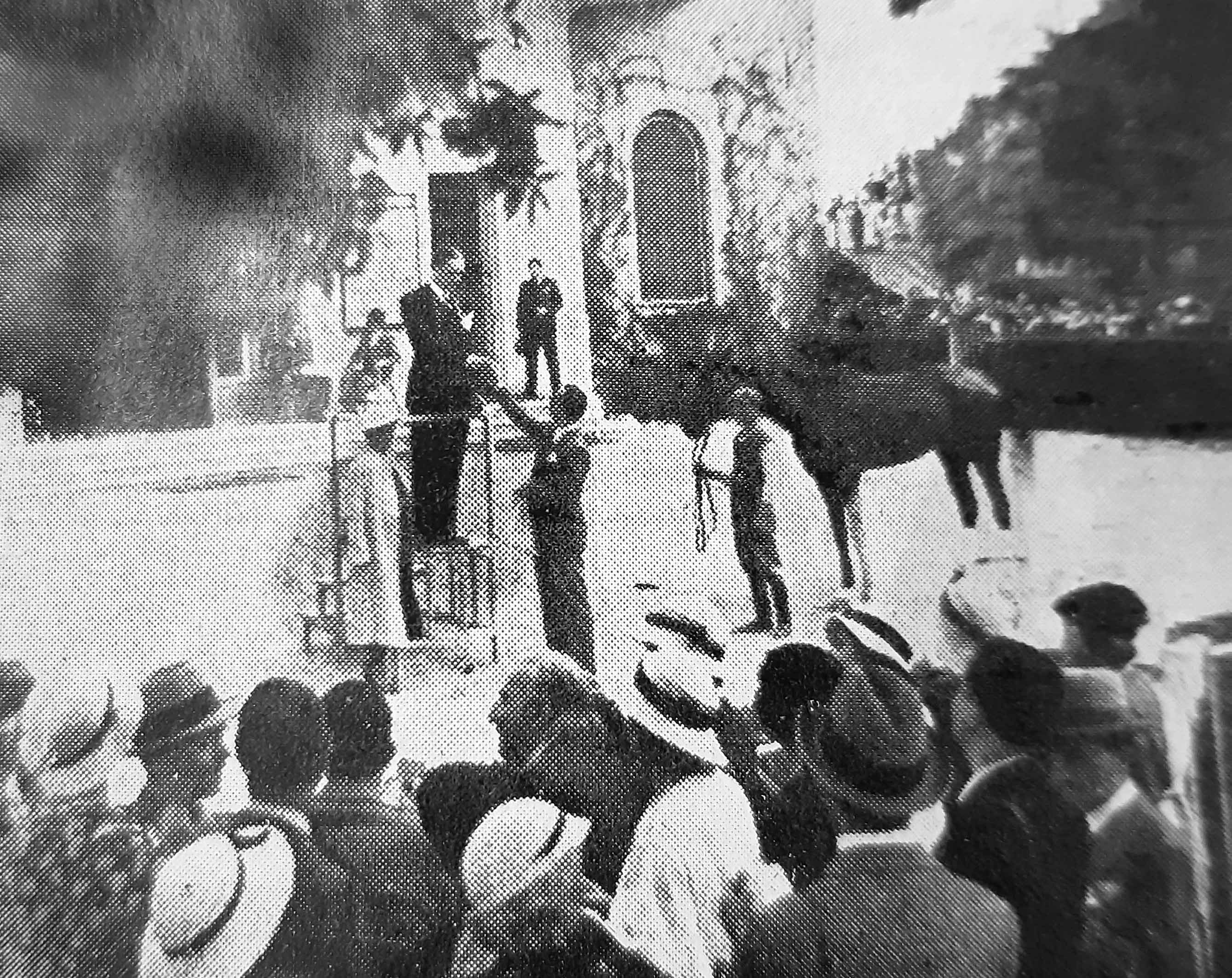
La vincita del cavallo

## Accoglienza
Giudicato dagli stessi interpreti, esattamente quarant'anni dopo, «un film leggero, ma nulla di straordinario», il film di Brignone venne accolto alla sua uscita con commenti di simpatia, che ne misero in risalto il ritmo veloce e le molte situazioni di comicità provocate dalle varie peripezie ed equivoci di cui sono vittime i due protagonisti, pur se con qualche caduta di tono. Oggi sposi venne quindi descritto come «un film che inizia assai festosamente per la gioiosa freschezza con la quale il matrimonio si celebra [anche se] sembra a volte perdere ritmo nella seconda parte». oppure come una «stupenda, ma perduta, occasione [in cui] l'arte della fuga del film comico è stata profondamente offesa dagli autori, i quali tuttavia meritano un giudizio di appello, grazie alle doti dimostrate».
Alcuni giudizi puntarono invece a valorizzare il ruolo della cinematografia italiana, sostenendo che «Oggi sposi ha questo merito, di ispirarsi a motivi schiettamente nostrani: il viaggio di nozze a Roma, diventato ormai l'augurale rito delle coppie italiane, è preso come spunto principale del film» ed a proposito di questa "italianità" della vicenda vi fu anche chi rimproverò «i signori della S.A.P.F. che l'unico film da loro prodotto con soggetto italiano è il migliore ed il più meritevole di elogi di tutto il magazzino di pellicole accumulate in due anni di vita sociale».